# ولایت پروان
ولایت پروان (یونانی: Alexandria of the Caucasus/اسکندریه قفقاز، لاتین: Alexandria-Kapisa/اسکندریه کاپیسا) یکی از ۳۴ ولایت افغانستان است. مرکز این ولایت شهر چاریکار است که در ۶۴ کیلومتری کابل قرار دارد. پهناوری این ولایت ۵٬۹۷۴ کیلومتر مربع و جمعیت آن تا سال ۲۰۲۴ حدود ۷۹۲٬۲۷۳ نفر می‌باشد. پروان از ۱۰ ولسوالی که شامل ۱۳۲۲ قریه می‌شود، تشکیل گردیده است. ولایت پروان از شمال با ولایت بغلان، از شرق با ولایت‌های کاپیسا و پنجشیر، از جنوب با ولایت‌های کابل و میدان وردک و از غرب با ولایت بامیان مرز مشترک دارد.
قسمت‌هایی از ولایت پروان مانند بگرام و فندقستان از قدمت تاریخی قابل توجهی برخوردار می‌باشد. نفوذ فرهنگی پایتخت در ولایت پروان نیز چشمگیر است؛ به‌ویژه نواحی دشت شمالی و شهر چاریکار.

## پیشینه
واژهٔ پروان در اوستا به دیسهٔ پورانا و به معنای کوتل، گذرگاه و دره آمده است همچنان؛ به معنای چرخ ابریشم تابی نیز آمده است که با پای چرخانده می‌شود. البته پروان همان ناحیتی است که در زمان امیر حبیب‌الله سراج پس از تأسیس بند برق و قصر شاهی بنام جبل السراج نام گذاری شد و امروزه به عنوان یکی از شهرستانهای استان پروان می‌باشد.
در حدود العالم گفته شده است:
پروان شهری است با نعمت و جای بازرگانان و دروازهٔ هندوستان است.
اوپیان، بگرام غوربند و سالنگ نیز از مناطق باستانی آن است

## جغرافیا
بیشتر وسعت و نفوس پروان در درهٔ غوربند و شاخه‌های آن قرار دارد، اما نواحی شرقی به واسطهٔ قرار گرفتن در شاهراه کابل به مزار شریف و نزدیکی به پایتخت از توسعه و تسهیلات بیشتری برخوردار گردیده است. درهٔ سالنگ، درهٔ غوربند، درهٔ ترکمن و سرخ و پارسا به همراه دشت سرسبز شمالی از نقاط دارای طبیعت زیبا در این ولایت هستند. با ساخت جاده دره غوربند تا کوتل شیبر مسیر شمال و جنوب این ولایت تسهیل می‌شود.
مساحت ولایت پروان از سوی یک تعداد منابع در حدود ۵۷۱۵ کیلومتر مربع، مجموعهٔ قریه‌های این ولایت به ۱۳۲۲ می‌رسد.
گل غوندی یکی از ساحات مشهور و تفریحی در مرکز این ولایت می‌باشد که گل ارغوان آن از سوی شاعران ستوده شده و مردم از کابل و سایر ولایات در فصل بهار در آنجا جمع و تفریح می‌نمایند.
سالَنگ که راه مواصلاتی شش ولایت شمالی و شاهراه ولایات شمال شرقی می‌باشد؛ از تونل دو و نیم کیلومتره می‌گذرد.
این ولایت در حدود ۷۵هزار هکتار زمین‌های زراعتی دارد که انگور، کشمش، توت، گندم، کچالو (سیب زمینی)، جوار و لوبیا از حاصلات مهم آن می‌باشد. همچنان توت و انگور پروان از شهرت خاص برخوردار است.
سبزی‌های مختلف در مناطق مرکزی این ولایت کاشته می‌شود که تعدادی آن برای فروش به بازارهای کابل عرضه می‌شود. برخی بیشتر باشندگان ولسوالی‌های سرخ پارسا، شیخ علی، سیاه گرد، شینوار و کوه صافی مالدار می‌باشند. تعدادی زنان در ولسوالی‌های جبل السراج، سالنگ، سیدخیل، بگرام و شهر چاریکار مصروف رب‌سازی بادنجان و آچار می‌باشند و همچنان بانجان رومی، پیاز و مرچ نیز می‌فروشد.
معادن زغال‌سنگ در تیخان سیاه‌گرد و سرخ پارسا، معادن مس در درهٔ ترکمن سرخ پارسا، معادن سرپ و جست در سرخ ولسوالی سرخ پارسا، معادن سنگ‌های گرومیت در مناطق مختلف کوه صافی، معادن طلا در منطقه جرخشک و معادن سنگ مرمر در ولسوالی سالنگ این ولایت وجود دارد. استخراج این معدن زغال‌سنگ ادامه داشت؛ اما اکنون کار آن متوقف گردیده و برای استخراج به داوطلبی گذاشته شده است. معادن مرمر در سالنگ و معادن سنگ گرومیت نیز در ولسوالی کوه صافی به داوطلبی گذاشته شده؛ اما معادن متباقی تحت بررسی قرار دارد و تاکنون به داوطلبی گذاشته نشده است.
ولایت پروان از چهار رودخانه (دریا) آب می‌گیرد که عبارت‌اند از:
- دریای پنجشیر
- دریای سالنگ
- دریای غوربند
- دریای شتل

دریاهای سالنگ، پنجشیر، غوربند، شتل و باریک آب از آب‌های پروان سرچشمه می‌گیرد. همچنین دریای دیگری به نام دریای «باریک آب» از سمت جنوب غرب وارد وادی پروان می‌گردد اما این دریا آب موسمی دارد و دائم فعال نمی‌باشد.

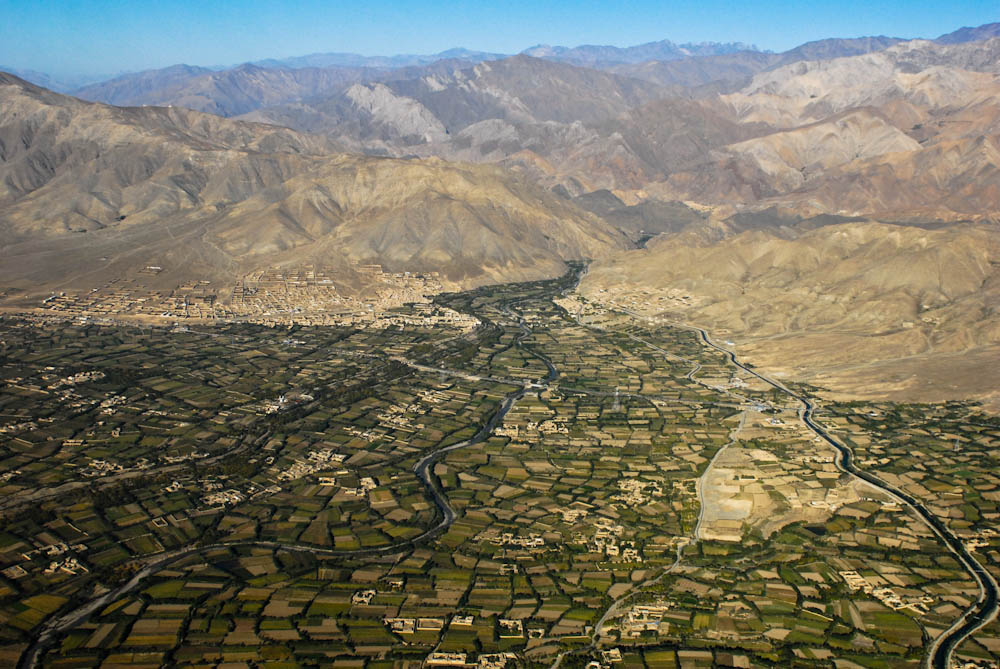
دید هوایی از چاریکار
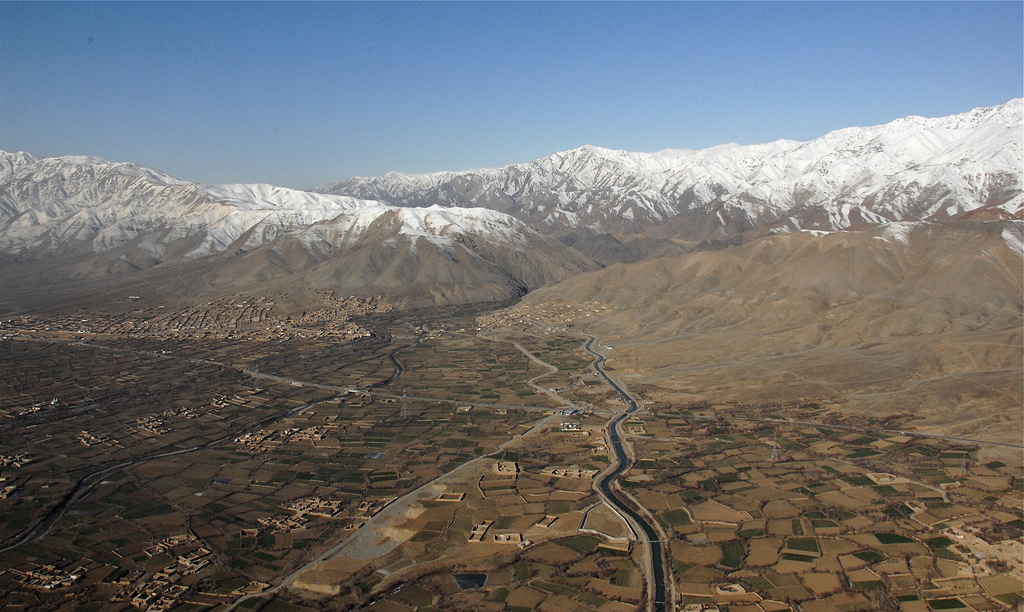
دره بَگرام
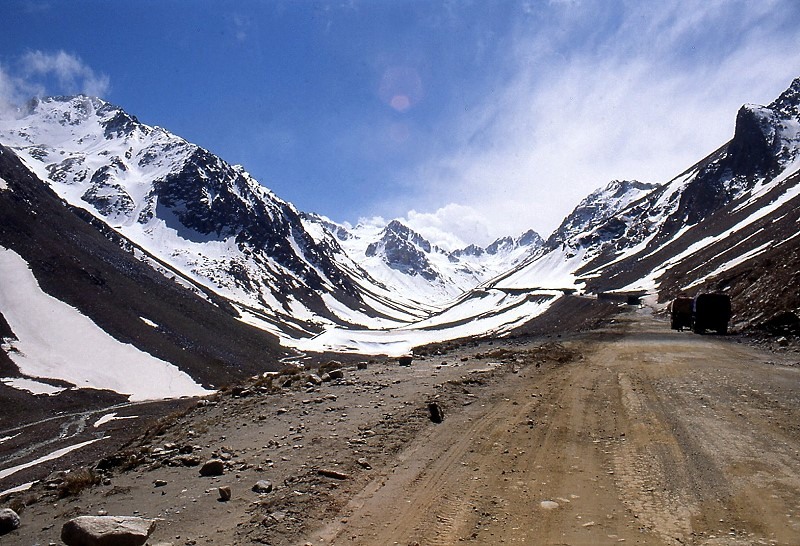
گردنه سالنگ
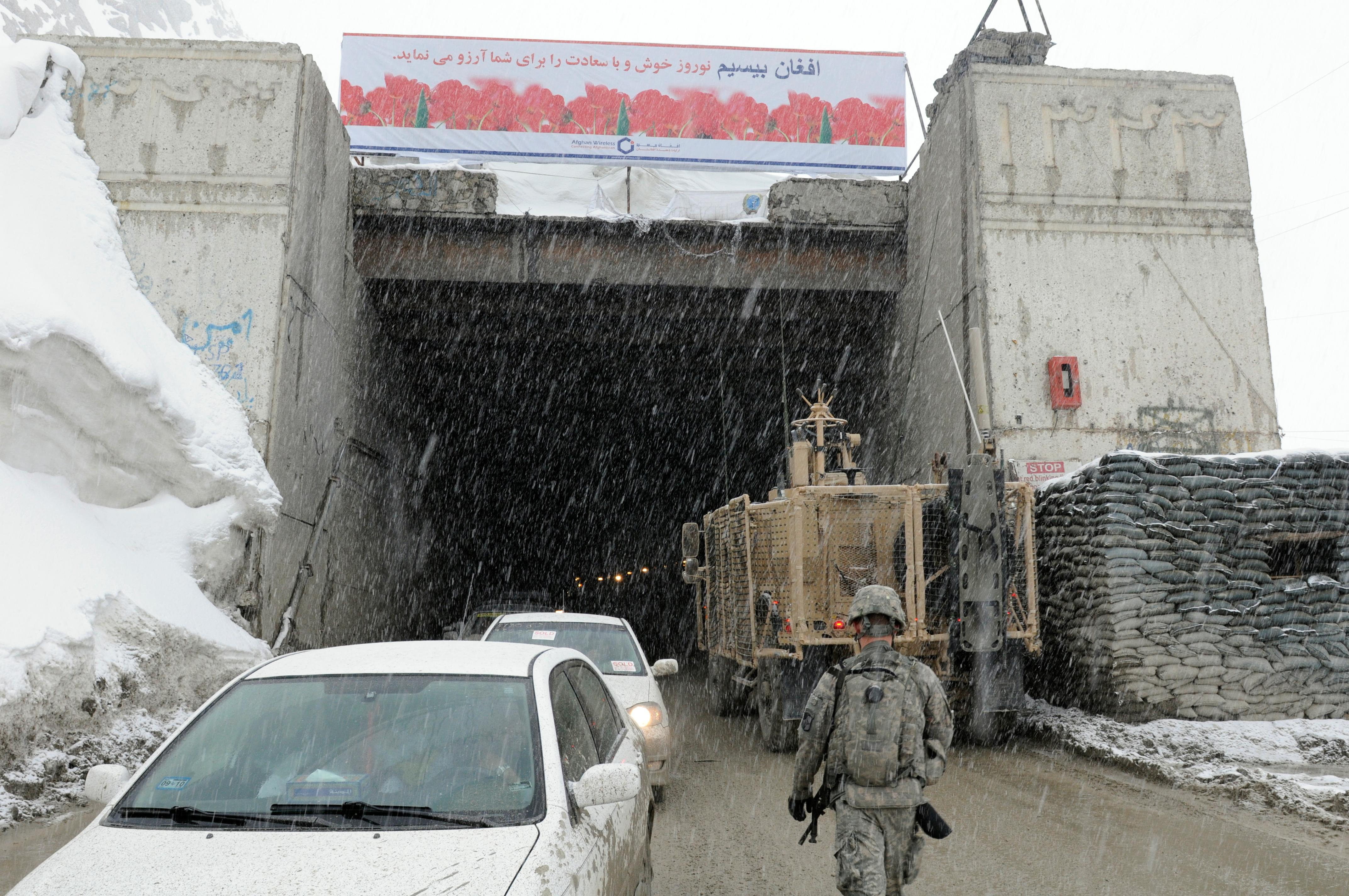
تونل سالنگ

## شهرستان‌ها
شهرستان (ولسوالی)های زیر در ولایت پروان قرار دارند.

شهرستان‌های استان پروان

| شهرستان‌ها | مرکز      | جمعیت   | گروه‌های اجتماعی            |
| --------- | --------- | ------- | -------------------------- |
| چاریکار   | چاریکار   | ۲۱۸٬۵۰۳ | ۱۰۰٪ تاجیک‌ها               |
| بگرام     | بگرام     | ۱۲۵٬۵۴۶ | ۱۰۰٪ تاجیک‌ها               |
| شینواری   | قاقشال    | ۴۹٬۸۱۹  | پشتون‌ها و تاجیک‌ها          |
| سیدخیل    | سیدخیل    | ۵۵٬۲۲۸  | ۱۰۰٪ تاجیک‌ها               |
| جبل‌سراج   | جبل‌السراج | ۷۷٬۵۶۷  | تاجیک‌ها                    |
| سالنگ     | سالنگ     | ۳۱٬۴۵۷  | ۱۰۰٪ تاجیک‌ها               |
| غوربند    | سیاه گرد  | ۱۱۷٬۱۴۷ | هزاره‌ها، تاجیک‌ها و پشتون‌ها |
| کوه صافی  | کوه صافی  | ۳۷٬۵۷۹  | تاجیک‌ها (طایفه صافی)       |
| سرخ پارسا | لولینج    | ۴۹٬۵۳۵  | ۱۰۰٪ هزاره‌ها               |
| شیخ‌علی    | شیخ جنگل  | ۲۹٬۸۹۲  | ۱۰۰٪ هزاره‌ها               |

## مردم
بر اساس آمار ۲۰۲۴ در حدود ۷۱۷٬۵۴۴ نفوس استان پروان در دهات و ۷۴٬۷۲۹ آن در شهرها زندگی می‌کنند. زبان رایج فارسی می‌باشد.
تاجیک‌ها، هزاره‌ها و پشتون‌ها که اخیراً به این ولایت آمدند، در این منطقه زندگی می‌کنند.
تاجیک‌ها باشندگان شهرستان‌های سالنگ، جبل‌سراج، بگرام، چاریکار، کوه‌صافی، سیدخیل، سیاه‌گرد.
هزاره‌ها باشندگان شهرستان‌های شیخ‌علی، سرخ‌پارسا و پشتون‌ها و تاجیک‌ها به‌طور مشترک در شهرستان شینواری زندگی می‌کنند

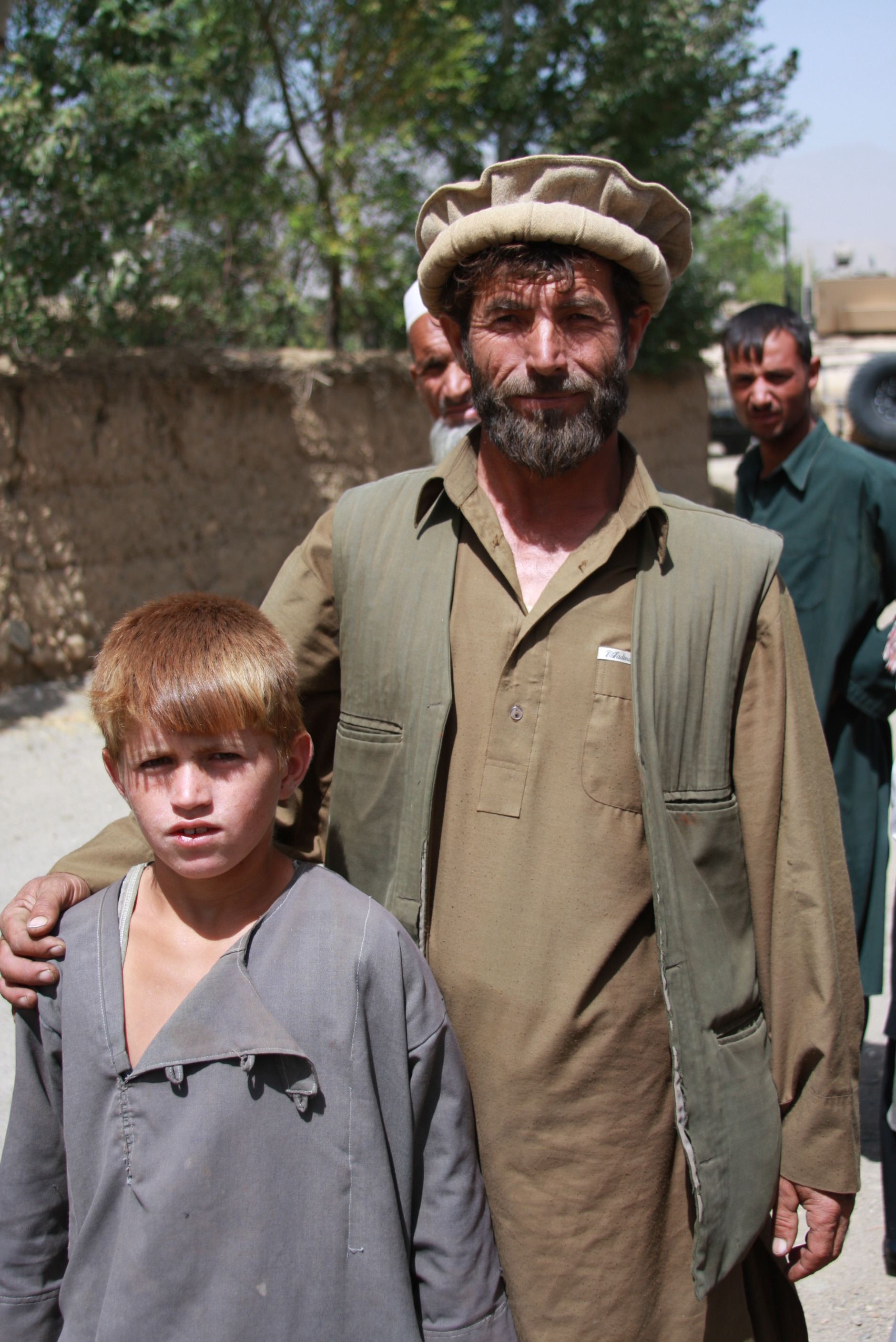
نگاره از شهروندان تاجیک استان پروان

در کل ولایت نسبت فارسی‌زبانان به پشتوزبانان ۵ به ۲ است.
استان پروان همچنین دارای جمعیتی از کوچ‌نشینان (کوچی‌ها) است که تعداد آن‌ها در فصول مختلف متفاوت است. در زمستان ۳۰ هزار و ۲۹۰ کوچی در استان پروان زندگی می‌کنند که ۶۶ درصدشان در فواصل کم کوچ می‌کنند و ۳۴ درصد دیگر کوچ طولانی دارند. در تابستان، کوچی‌ها از لغمان، کاپیسا، بغلان و به میزان کم از کابل، ننگرهار و کنر به ولایت پروان مهاجرت می‌کنند. جمعیت کوچی‌ها در تابستان ۱۲۱٬۵۱۷ نفر است.

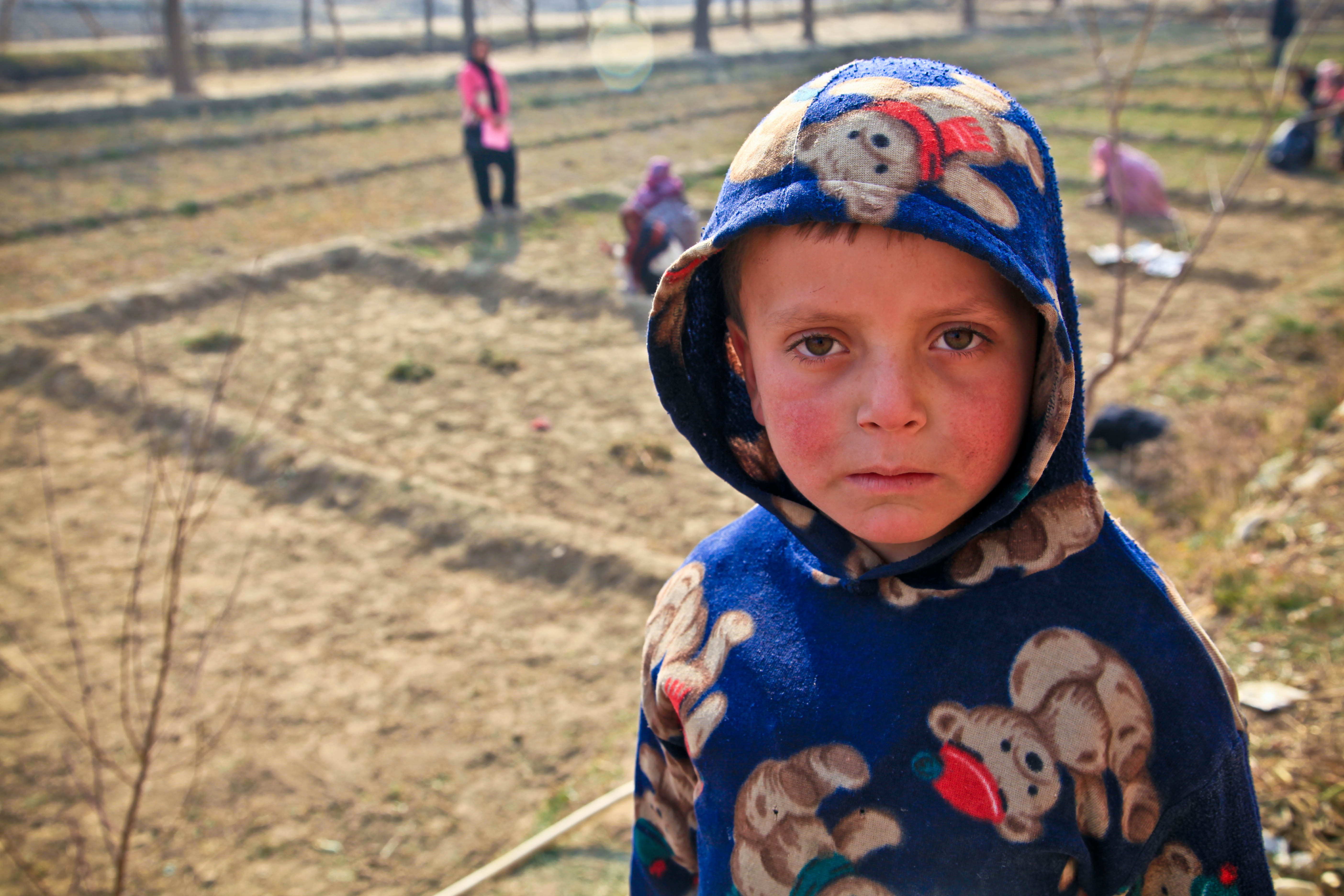
شهرستان چاریکار
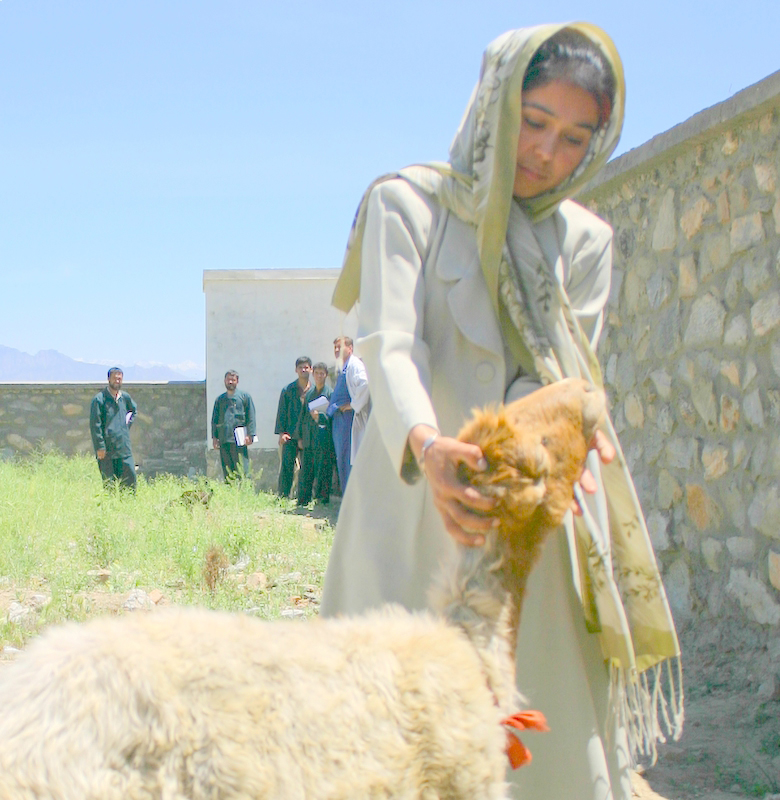
دختر دامپزشک در چاریکار
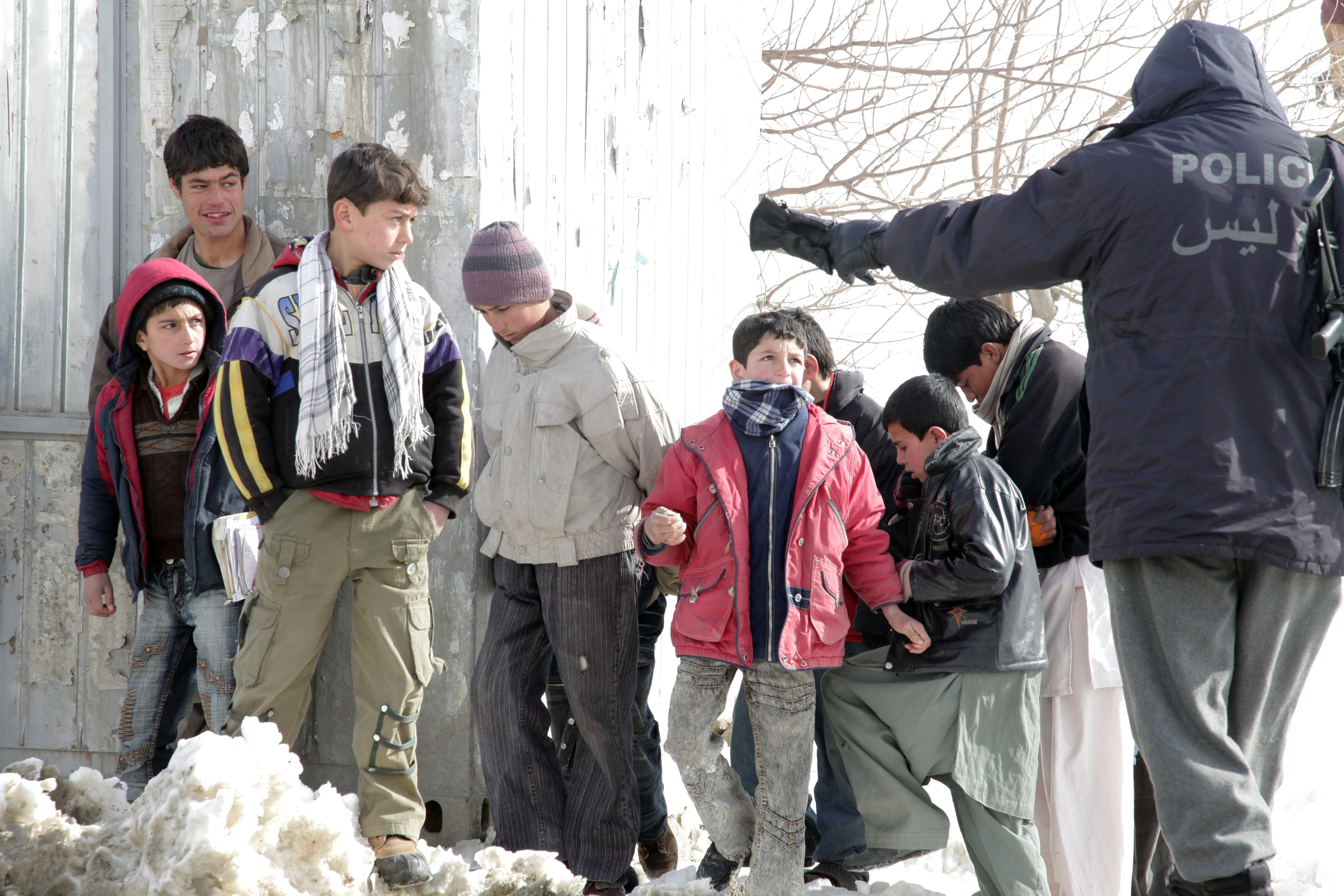
در نزدیکی گردنه سالنگ
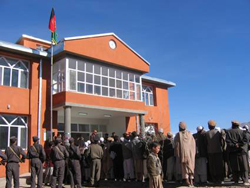
دادگاه محلی غوربند

## پیشینه
سکونت انسان‌ها در استان پروان به دوران‌های ما قبل تاریخ برمیگردد. به سبب قرار گرفتن این استان در مسیر راه ابریشم و داشتن طبیعت سبز و پرآب، این منطقه در درازای تاریخ از اهمیت فوق‌العاده‌ای برخوردار بوده است.

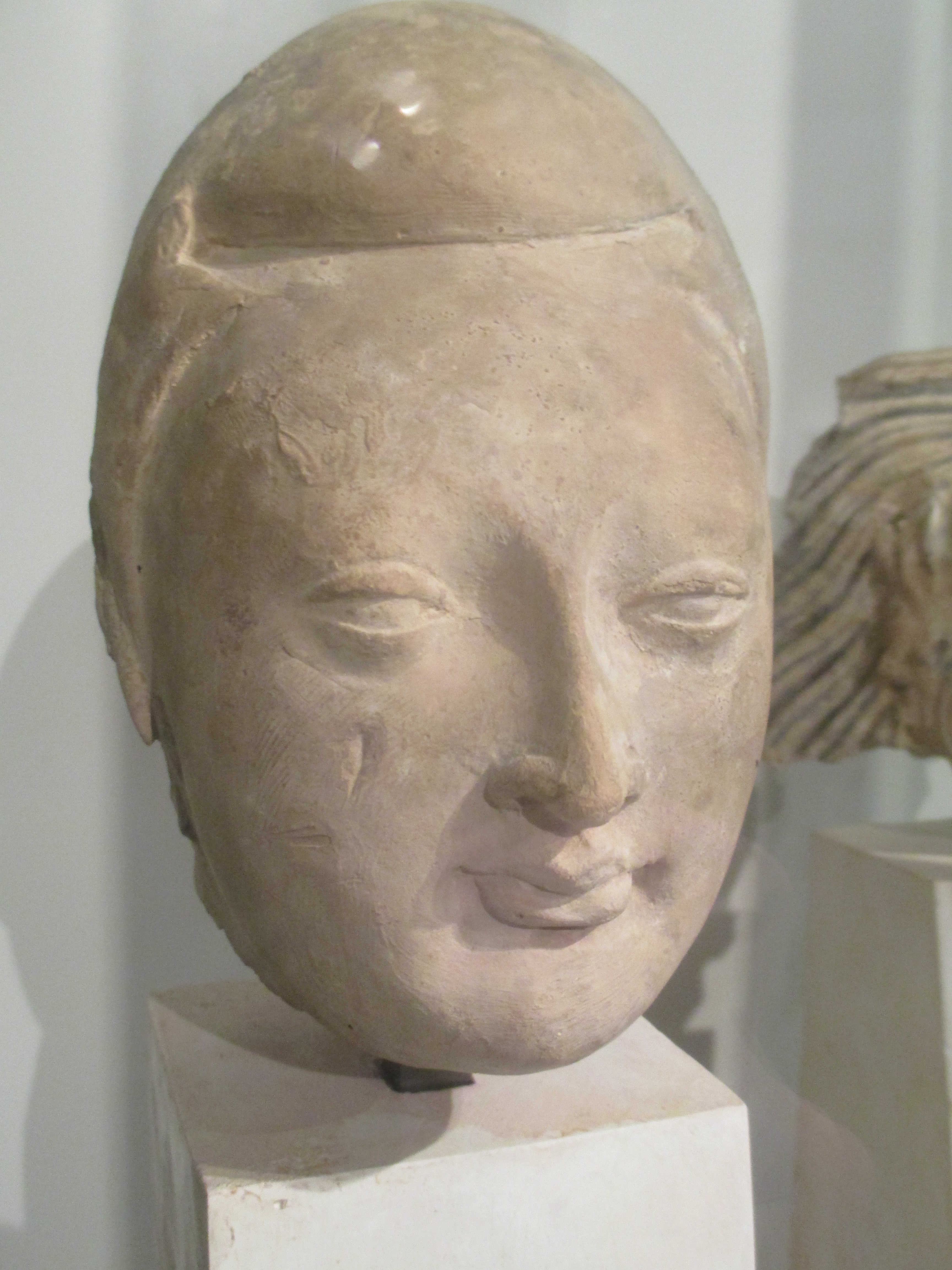
سردیس بوداسف از صومعه فندقستان، دره غوربند، نگهداری‌شده در موزه گیمه، پاریس.

اسکندر مقدونی نیز در سال ۳۲۹ پیش از میلاد شهر چاریکار / در بعضی روایات بگرام / را پایتخت امپراتوری شرقی خود ساخت که شهر چاریکار یا چاره-کار به سبب موجودیت بازار مرکزی به این نام مشهور شده است. اسکندر پس از اینکه به پروان رسید، زمستان را در آنجا به سربرد. او در نزدیکی مدخل درهٔ سالنگ، دژی را به نام خود ساخت. اسکندر این شهر را برای پاسداری از شهر کاپیسی (کاپیسا) در نخستین شیب‌های جبل‌السراج کنونی (پروان کهن) برپا نمود که به نام اسکندریهٔ قفقاز (Alexandria on the Caucasus) شناخته شد که همان بگرام امروزی می‌باشد. تعداد زیادی از مقدونی‌ها و یونانی‌های لشکر اسکندر در آنجا ماندند. هدف از بنای شهر استقرار قرارگاهی برای عملیات آتی در آنسوی کوه‌های هندوکش بود.
ولایت پروان در دوره کوشانی اهمیت پیدا می‌کند چنانچه کانیشکا کبیر برای اولین بار شهر بگرام را به عنوان پایتخت تابستانی امپراتوری کوشانی اعلام کرد.
در دوره ساسانیان پروان جزئی از این امپراتوری بود و در دوره حمله اعراب پروان در سال ۷۹۲ میلادی توسط اعراب مسلمانان فتح شد.
در سال ۱۲۲۱ میلادی پروان زیر هجوم مهاجمان مغول به رهبری چنگیزخان قرار گرفت و جنگ سختی میان مغول‌ها و خوارزمی‌ها به رهبری جلال الدین خوارزمشاه درگرفت که
مغولان به شکست مواجه شدند.
ولایت پروان در درازای تاریخ در مساحت‌های گوناگون زیر قلمرو امپراتورهای مختلف مثل هخامنشیان، یونانیان، اشکانیان، ساسانیان، خوارزمشاهیان، تیموریان، مغولان و درانی‌ها قرار داشته که دوره‌ای متفاوتی را پشت سر گذاشته است.
شهرهای بگرام و کاپیسا در استان پروان و در دو سوی رودخانه پنجشیر مهد تمدن بشری است. امروزه آثاری تاریخی از دوره کوشانی در بگرام و تپه عبدالله و برج کاپیسا باقی مانده است.
پروان در جنگ‌های افغان-انگلیس صحنه نبردهای مهم میان نظامیان برتانیایی و افغان بود که چندین بار سبب شکست مهاجمان انگلیسی شده است.
در تاریخ معاصر افغانستان پروان یکی از مناطق مهم برای نظامیان شوروی و نظامیان آمریکایی بوده است.
پایگاه نظامی بگرام در این استان و در شهرستان بگرام قرار دارد.

## چهره‌های سرشناس
۱- مبارزان جنگ‌های ضد استعمار بریتانیا:
- میر مسجدی خان کوهستانی از قریهٔ دهقاضی جنوب چاریکار مرکز ولایت پروان
- محمد عثمان خان پروانی
- محمد اعظم خان تتمدره یی

۲- شخصیت‌های علمی و فرهنگی و نظامی:
- خلیل‌الله خلیلی متولد شهرستان سیدخیل، غلام سرشار شمالی شاعر، نویسنده و روزنامه‌نگار- اهل چاریکار
- عبدالغفور رحیل دولتشاهی، شاعر، مؤلف، نویسنده و از آموزگاران نامدار کشور متولد ولسوالی بگرام
- سید مصطفی کاظمی متولد ولسوالی سرخ و پارسا، رهبر جهادی، وزیر اسبق تجارت و صنایع، نماینده پارلمان و رئیس کمسیون اقتصاد ملی پارلمان افغانستان بود.
- لیلا صراحت روشنی متولد شهر چاریکار، محمد افسر رهبین شاعر و نویسنده نام‌آور و مترجم کلیات اردوی علامه اقبال به زبان پارسی دری و به گونه منظوم.
- جنرال میر طهماس رووف، استاد دانشگاه نظامی کابل
- جنرال حبیب الرحمن عسکریار، اهل ولسوالی سیدخیل از نظامیان برجسته و از چهره‌های بزرگ جهادی و فرهنگی ولایت پروان، که در دوران جهاد آمر ولایتی پروان و کاپیسا، و بعداً در زمان جمهوری در وزارت دفاع ج.ا. ا خدمت کرده.
- جنرال بابه جی خان- اهل چاریکار از نظامیان برجسته و پرسابقه و رئیس تشکیلات نظامی وزارت دفاع (دوران حکومت‌های شاهی و جمهوری)
- آیت‌الله صادقی پروانی از بنیانگذاران سازمان نصر و از مجاهدین حزب وحدت. - حاجی نادر الله داد ترکمنی نماینده مجلس. - انجنیر عباس نویان نماینده مجلس. - داکتر علی حسین وارسته نویسنده چند اثر طبی و فارماکولوجیست متولد ۱۳۶۵. و همچنان افراد و اشخاص دیگری از جمله نامداران معاصر می‌توان از احمد شاه مسعود قهرمان افسانه‌ای جنگ‌های پارتیزانی (چریکی) نام برد که او نیز در قریه جنگلک شهرستان بازارک استان پنجشیر (استان پنجشیر یکی از شهرستان‌های استان پروان تا پیش از حکومت حامد کرزی بود) متولد گردیده است.

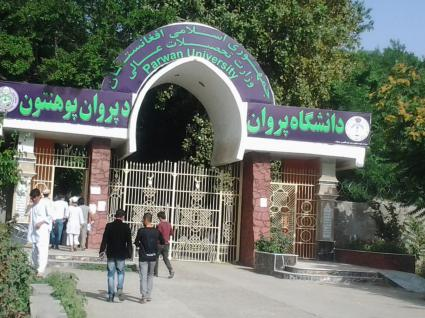
دانشگاه پروان
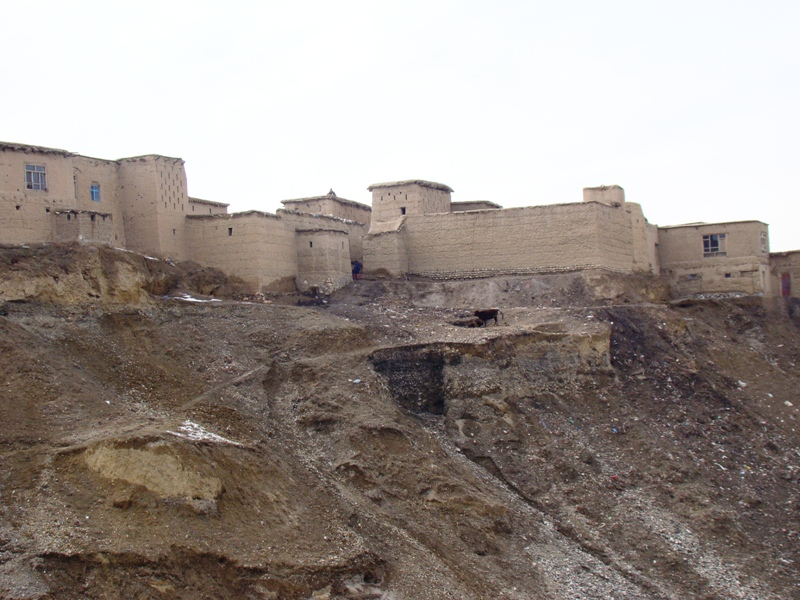
معماری روستایی در نزدیکی پل سید.

## اقتصاد

### زراعت
داشتن آب‌وهوای مناسب و قرار گرفتن ولایت پروان در مسیر شاهراه مرکز و شمال و همچنین نزدیکی با کابل نیز، از مزیت‌هایی است که پروان را در راستای انکشاف و بهبود زراعت امیدوار می‌سازد. همچنین این ولایت دارای چهار لابراتوار برای کشت انساج نباتی دارد.
در سال‌های اخیر در ولایت پروان پنج هزار و ۷۷۱ جریب باغ جدید میوه‌جات از طریق پروژه ملی باغداری و مالداری احداث گردید. ساحه کشت و تولید سبزیجات نیز بیش‌تر شده که در مارکیت‌های داخلی به فروش می‌رسد. پیاز و بادنجان رومی ولایت پروان به گونهٔ وسیع همه ساله به پاکستان صادر می‌گردد.
- گندم

برپایه آمار رئیس زراعت، مالداری و آبیاری ولایت پروان، سطح تولیدات فی واحد زمین گندم نسبت به ۱۰ ساله گذشته ۳۰ درصد افزایش یافته است و باغ‌هایی که قبلاً از آن به شکل سنتی استفاده می‌شد، حالا به شکل تجارتی بهره‌برداری می‌شوند.
- انگور

پروان از عمده‌ترین تولیدکنندهٔ انگور و کشمش در کشور به‌شمار می‌رود. باغ‌های انگور این ولایت به سیستم چیله‌ای ساخته شده است و قرار است یک سردخانه یک‌هزار و ۵۰۰ تُنی برای نگهداری آن ساخته شود.
- کشمش

طی سال‌های اخیر ۴۷۴ کشمش‌خانه در این ولایت ساخته شده است که کیفیت تولید کشمش سبز را بهتر نموده است.

### مالداری
مالداری نیز یکی از عمده‌ترین بخش‌ها است که طی سال‌های اخیر در ولایت پروان رشد قابل ملاحظه‌ای داشته است. سالانه بیش‌تر از یک‌هزار و ۴۰۰ تُن گوشت مرغ در این ولایت تولید می‌شود.
نسل گاوهای محلی نیز در حال اصلاح است و همه ساله بیش از سه‌هزار گاو محلی تحت پروسه القاح مصنوعی قرار می‌گیرد و پنج مرکز جمع‌آوری شیر نیز ساخته شده که هریک، روزانه ظرفیت جمع‌آوری دوهزار لیتر شیر را دارد.
این ولایت مراکز تست بیماری‌های حیوانی و نباتی دارد که به منظور خاک‌شناسی و همین‌طور القاح مصنوعی حیوانات خانگی تأسیس شده است.

### صنعت

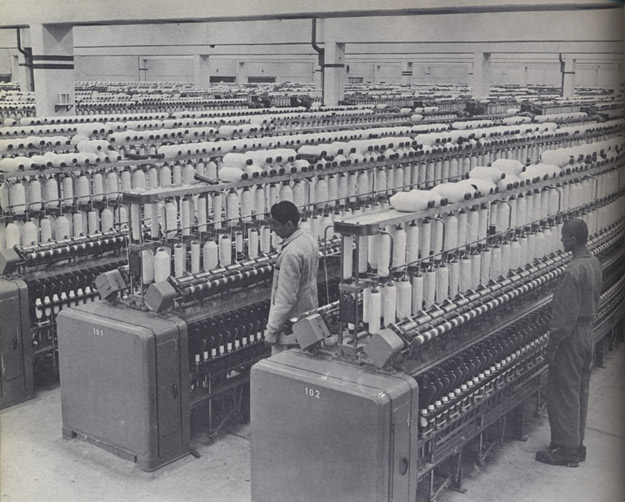
فابریکه نساجی گلبهار در اوج تولید

اولین فابریکه نساجی در افغانستان بنام فابریکه نساجی گلبهار در سال ۱۳۳۲ به سرمایه عبدالمجید زابلی، قسماً سهم دولت و کمک کشور جرمنی در جوار دریای پنجشیر ساخته شد. در آن وقت تقریباً ۱۵۰۰۰ نفر کارگر در این فابریکه مشغول کار بودند. محصولات این فابریکه به میلیون‌ها متر نسج شامل فرش، پتو (کمپل)، تکه‌های لباس، پارچه‌های پشمی، نخی و ابریشمی می‌شد که به بیرون از افغانستان به ویژه به آلمان نیز صادر می‌شد.
فابریکه سمنت جبل السراج در سال ۱۳۳۷ با تولید ۱۰۰ تُن در یک شبانه روز تأسیس گردید و تا سال ۱۳۷۵ فعالیت مؤثر اقتصادی داشت. بعد از جنگ‌های داخلی در افغانستان فعالیت آن متوقف شد و در سال ۱۳۹۵ خورشیدی دوباره به فعالیت آغاز کرد و اکنون در هر شبانه روز ۱۰ تُن تولید دارد.

### انرژی
اولین بند برق آبی (اولین فابریکه تولید برق در سطح کشور) در سال ۱۲۹۰ توسط مهندسان انگلیسی طرح‌ریزی شد و در سال ۱۲۹۳ کار آن آغاز و بالاخره در سال ۱۳۰۰ به بهره‌برداری سپرده شد. این بند برق دو توربین به‌شکل افقی دارد که ظرفیت مجموعی آن‌ها به ۱۵۰۰ کیلو وات می‌رسد. از برق تولید شده درین فابریکه برای برق‌رسانی به فابریکه سمنت جبل السراج و فابریکه نساجی گلبهار استفاده می‌شد. همچنان یک خط ولتاژ بلند برای برق‌رسانی به شهر کابل نیز از آنجا به کابل انتقال داده شده بود.

## ترابری

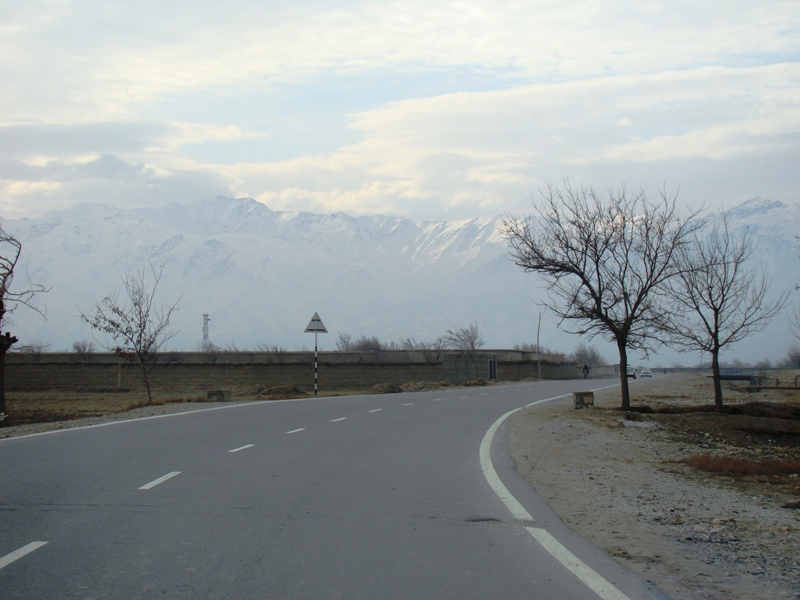
جاده‌ای در ولایت پروان

اولین و بزرگ‌ترین تونل در افغانستان تونل سالنگ است که به طول ۲٬۷ کیلومتر شمال کوه هندوکش را با جنوب آن وصل می‌کند. این تونل در ارتفاع ۳۹۵۰ متر از سطح دریا قرار گرفته است. کار ساخت این تونل در سال ۱۳۳۷ آغاز و پس از ۶ سال در سال ۱۳۴۳ ختم گردید. با احداث این تونل راه اتصال شمال افغانستان به جنوب آن تا ۱۱۰ کیلومتر کوتاه‌تر شد.
از جمله صنایع مهم درین استان صنعت چرمگری، چاقو سازی، مسگری و آهنگری از زمان‌های دور درین ولایت مروج است.
محصولات کشاورزی آن شامل انگور، توت، گردو (چهارمغز)، بادام، کشمش، زردآلو، شفتالو، گندم، ذرت (جواری) و غیره می‌باشد که انگور و توت آن بیشتر مشهور است.

## فرهنگ
در عرصه علم و دانش مردمانی در پروان تولد یا پرورش یافته‌اند که می‌توان از ابو حنیفه (۸۰–۱۵۰ هجری قمری/۶۹۹–۷۶۷م) نام برد که پیشوای فقهی و کلامی یکی از چهار مکتب اهل تسنن است. متولد کوفه در عراق امروزی می‌باشند. اما به تأیید کلیه مناقب نویسان- چه حنفی و چه غیر حنفی پدران او پارسی و اهل کابل بوده‌اند. ابوحنیفه نعمان بن ثابت بن زوتی بن مرزبان. به این ترتیب او از نسل سرداران نظامی پارسی پیش از اسلام بوده است.
اولین سینما نیز در شهر چاریکار در دوران حکومت شیر علی خان در شهر چاریکار تأسیس شد که تا چند سال پیش نیز فعالیت داشت و بنام سینمای چاریکار یاد می‌شد.